# コマツナギ
コマツナギ（駒繋、学名 : Indigofera pseudotinctoria）は、マメ科の被子植物である。日本の本州から九州、朝鮮半島、中国に分布する。

## 概要
日当たりの良い原野、道端などに生える草本状の小型の低木である。根は硬くて丈夫である。幹は高さ60 - 90cmで、径1.5cmぐらいになる。枝は細長く緑色であり、多数分岐する。葉は互生で、短い葉柄を持った奇数羽状複葉である。小葉は4 - 5対つき、長楕円形あるいは倒卵形である。先は円形で細い微凸起があり、基部も円形でごく短い柄がある。長さ10 - 15mm、幅5 - 12mmで全縁である。葉の両面には柔らかい伏毛が多い。夏から秋にかけて葉腋から花柄を出し、長さ3cmばかりの総状花序をつけ、紅紫色の美しいチョウ状の花を開く。花は長さ5mm、小花柄は萼よりも短い。萼は筒状で5裂し、有毛である。開花後、長さ3cmばかりの円柱形の豆果を生じ、中に3 - 8個の種子を含む。和名は「駒繋ぎ」という意味で、茎が丈夫で馬をつなぎとめることができるという説や、葉が馬の好物であり、馬がこの木から離れなくなるためとする説がある。コマツナギは潅木であり、馬をつなぎとめておけるほど幹が頑丈でないことから、後者の説が有力だと考えられている。
インディゴに使われるのはこの品種ではなく、タイワンコマツナギ、ナンバンコマツナギ等である。

## 画像

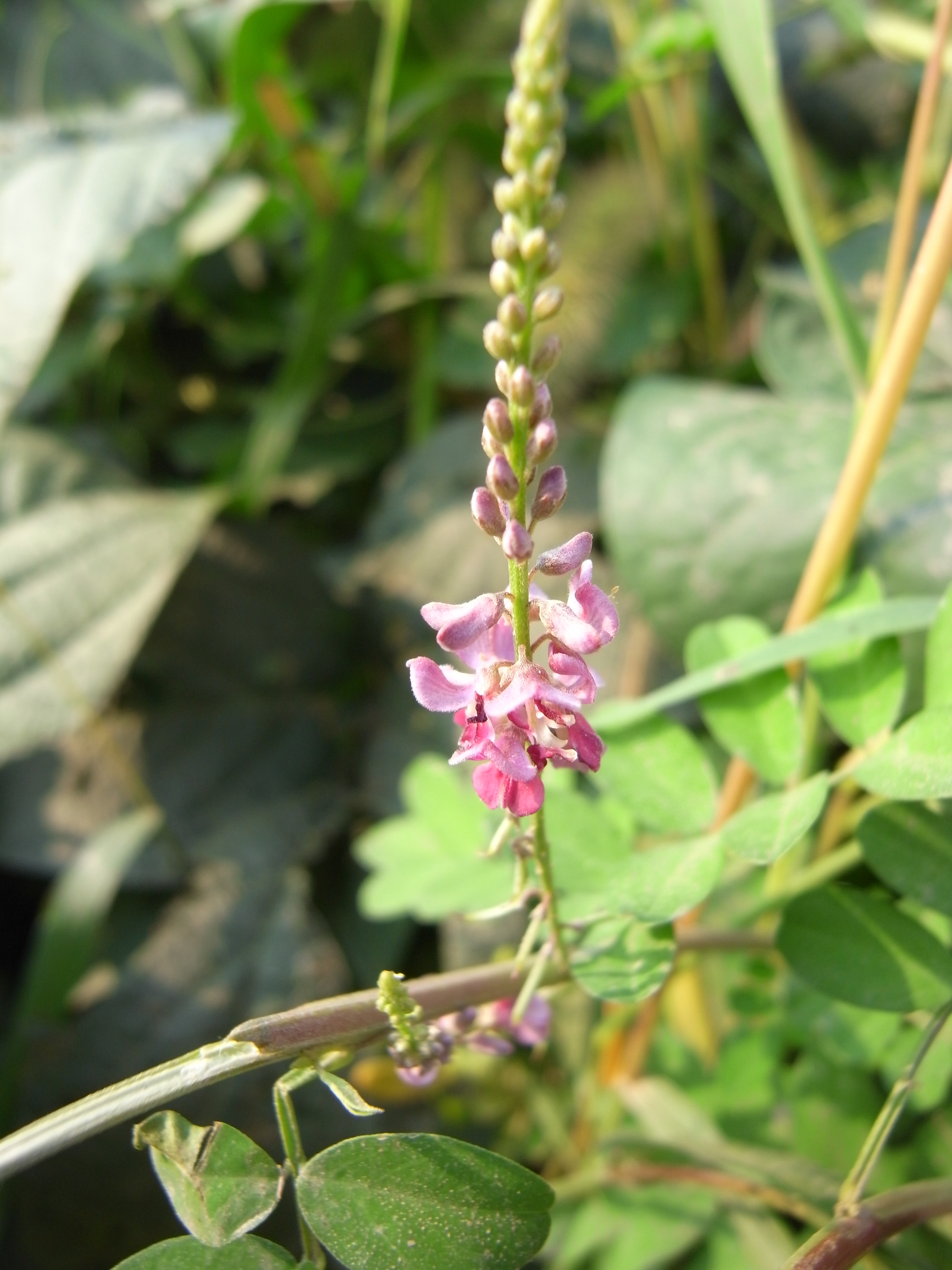
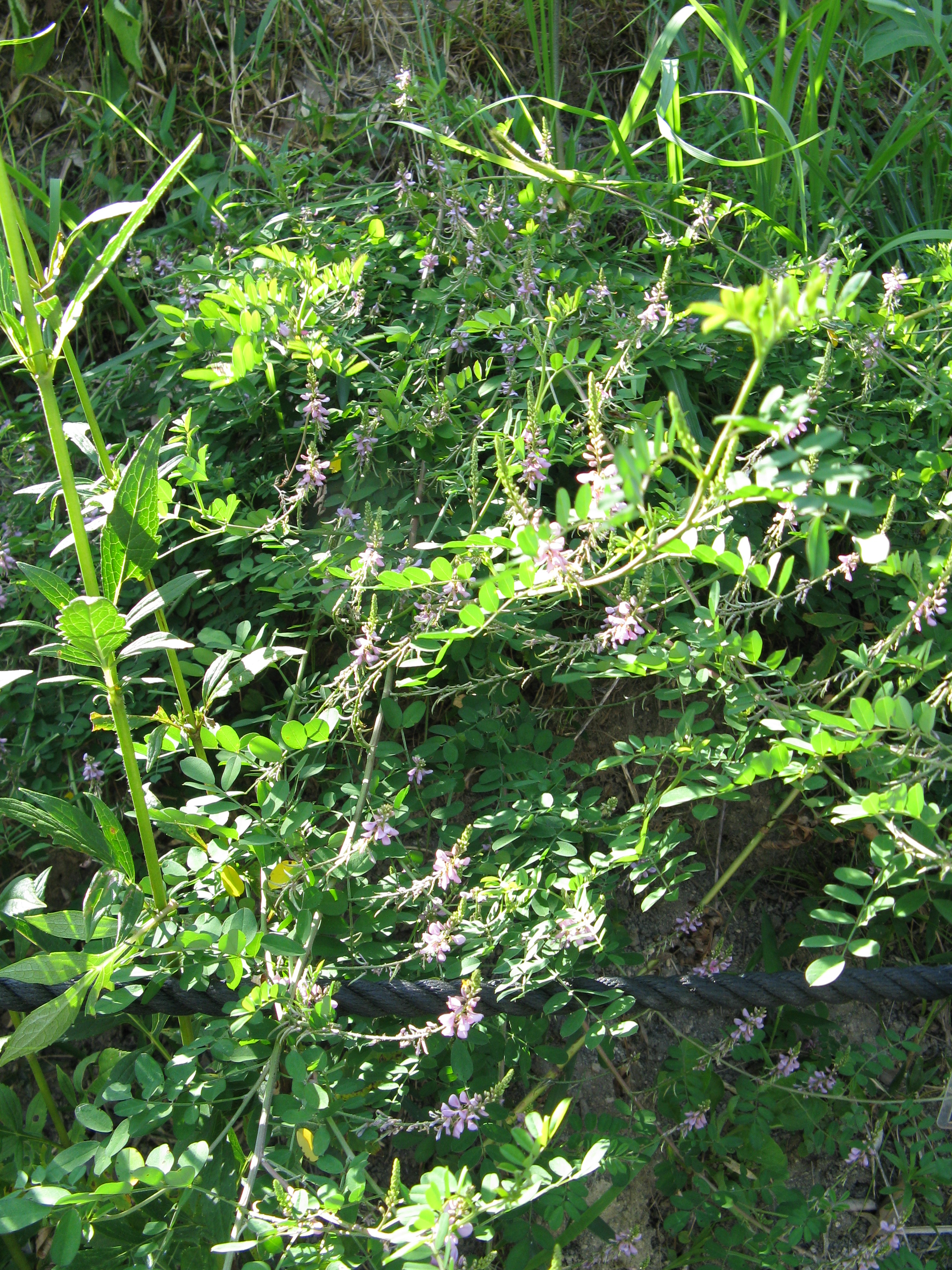
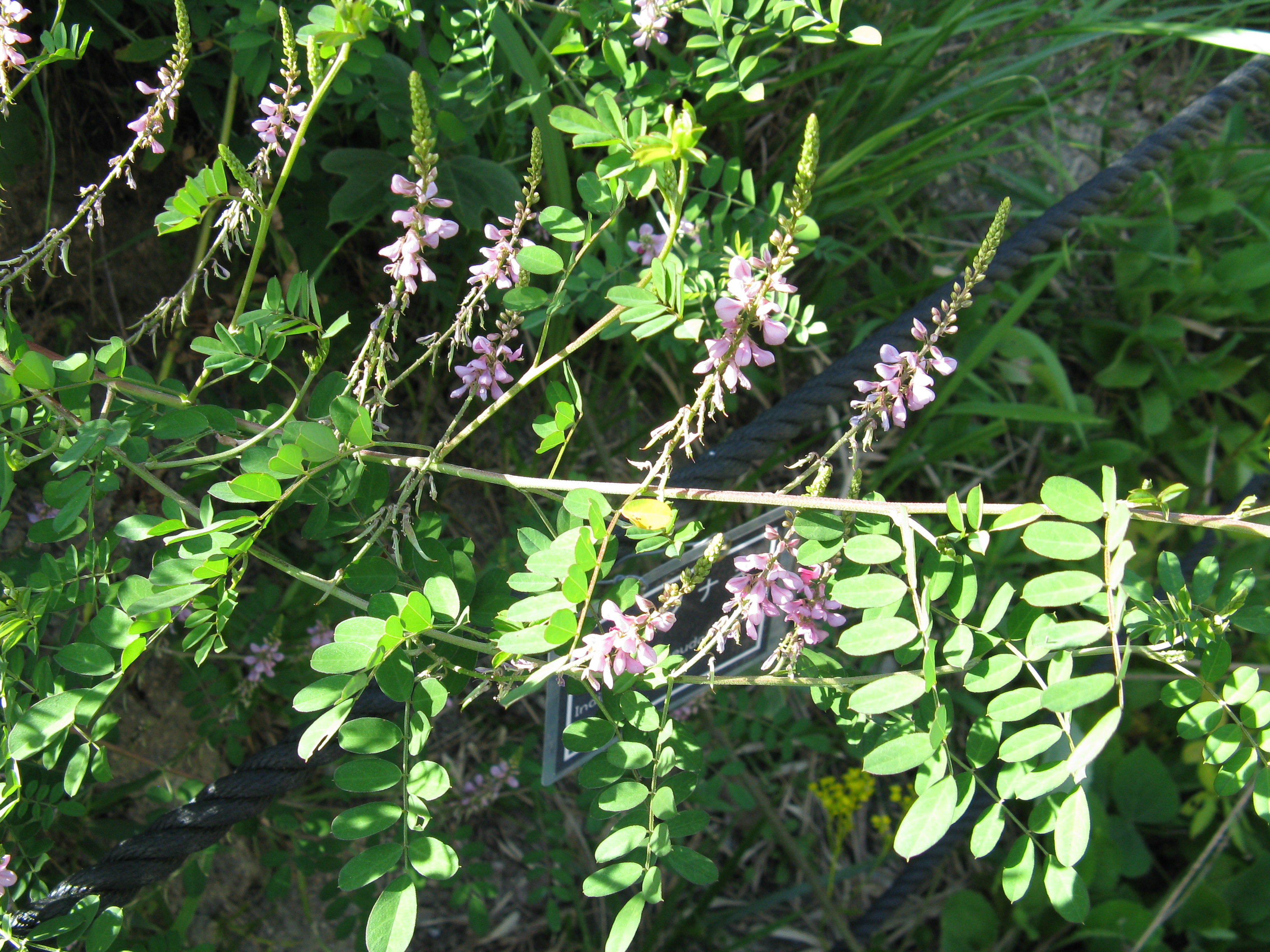